# 克卜勒軌道

不同型式的克卜勒軌道和離心率圖。藍色是雙曲線軌道（e > 1），綠色是拋物線軌道（e = 1），紅色是橢圓軌道（e < 1），灰色是圓軌道（e = 0）。

與數學更進一步與密切的發展，請參見二體問題和克卜勒問題。
克卜勒軌道是天體力學描述在三維空間的橢圓、拋物線或雙曲線軌道上運動的物體在二維軌道平面上的軌道運動（克卜勒軌道也可以是直線）。它只考慮兩個點狀物體之間的引力作用，而忽略與其它物體之間引力交互作用的攝動、大氣拖曳、太陽輻射壓、非球面的中心物體等等。因此說它是二體問題，也就是所謂的克卜勒問題的一個特殊解。在經典力學中，它也不會考慮到廣義相對論的影響。克卜勒軌道可以用六個軌道要素呈現出各種不同型式的軌道。
在大多數的應用中，在中心的質量被假設為整個系統的質量中心所在。經過分析，兩個質量近似的物體可以用克卜勒軌道敘述它們繞质点系的質心（即引力中心）的运动。

## 概論
在16和17世紀之前，普遍認為行星運動遵循著古希臘哲學家亚里士多德和托勒密所教導的地心說，其路徑为理想的圓。行星運動變化的解釋由小圓形的路徑疊加在較大圓的路徑上（參見均輪和本輪）。隨著行星位置的測量越來越準確，提出的對理論的修正也都是继续增加更多的圆形。在1543年，哥白尼發表了日心说的太陽系模型，但是他仍然認為行星是在以太陽為中心的理想圓軌道路徑上運動。

## 外部連結
- JAVA applet animating the orbit of a satellite in an elliptic Kepler orbit around the Earth with any value for semi-major axis and eccentricity.